# Yvelines
 Yvelines  je francouzský departement ležící v regionu Île-de-France západně od Paříže. Jeho název pochází od lesa Yvelines neboli Rambouillet. Hlavní město je Versailles.
Departement vznikl v roce 1968 rozdělením bývalého departementu Seine-et-Oise.

## Geografie
Tento departement sousedí s departementy:
- Val-d'Oise (region: Île-de-France)
- Hauts-de-Seine (region: Île-de-France)
- Essonne (region: Île-de-France)
- Eure-et-Loir (region: Centre-Val de Loire)
- Eure (region: Normandie)

## Administrativní rozdělení
| Arrondissement        | Počet obyvatel (1999) | Rozloha (km²) | Hustota zalidnění | Počet kantonů | Počet obcí |
| --------------------- | --------------------- | ------------- | ----------------- | ------------- | ---------- |
| Mantes-la-Jolie       | 264.269               | 825           | 320               | 8             | 117        |
| Rambouillet           | 214.219               | 953           | 225               | 5             | 81         |
| Saint-Germain-en-Laye | 528.320               | 341           | 1551              | 16            | 45         |
| Versailles            | 347.496               | 165           | 2103              | 10            | 19         |